# Javier Zanetti
Javier Adelmar Zanetti (Buenos Aires, 1973. augusztus 10. –) argentin válogatott labdarúgó. Az argentin válogatottal 2 világbajnokságon vett részt. Válogatottsági csúcstartó 143 mérkőzéssel.

## Pályafutása
Zanetti a másodosztályú Buenos Aires-i Talleres-ben kezdett futballozni 1992-ben, ahonnan gyorsan tovább állt a már argentin első osztályban szereplő Banfield gárdájához. 1993. szeptember 12-én debütált az élvonalban a River Plate ellen. Első profi góljára 2 hetet kellett várni, amikor is a Newell’s Old Boys kapujába talált be 1993. szeptember 29-én egy 1-1-re végződő összecsapáson. Kiemelkedő teljesítményének köszönhetően 1994-ben bemutatkozhatott az argentin válogatottban. Ugyanebben az évben a két argentin óriásnak számító klub a River Plate és a Boca Juniors is vinni szerette volna, de Zanetti maradt és egy évvel később 1995-ben Olaszországba költözött az Internazionale csapatához.
Az Inter együttesében 1995. augusztus 27-én lépett pályára először a Vicenza Calcio ellen. Azóta megjelent több, mint 570 klubmérkőzésen. Összesen 7 trófeát gyűjtött be az együttessel. 1998-ban az UEFA kupát, 2006-ban és 2007-ben a Scudettot, 2005-ben illetve 2006-ban az olasz kupát és az olasz szuperkupát. Zanetti az Inter történetében a harmadik legtöbbször pályára lépő játékos Giuseppe Bergomi (758) és Giacinto Facchetti (634) után. Az Internazionale szurkolói szerint Zanetti a valaha volt legnagyszerűbb és legmegbízhatóbb játékos, aki kék-fekete színeket viselt. Manapság csak úgy hívják Il Capitano ("A kapitány").
Az Inter nagyon sokat jelent nekem. – nyilatkozta Zanetti – Ez volt az első csapat, amelyik kinyitotta az európai labdarúgás ajtaját. Én nagyon fiatal voltam, amikor ide jöttem és nem sok európai csapatnak lett volna annyira sok hite és türelme egy a maga 20-as éveiben járó fiúhoz, mint amilyen akkor voltam. Néhány ok, amiért mindig is otthon éreztem magam az Internél és ezért is nem gondoltam soha arra, hogy távozzak.
Zanettit 1999. február 17-e óta egyetlen mérkőzésről sem állították ki. Akkor a Parma elleni olasz kupa mérkőzésen kapta első és mindmáig utolsó piros lapját Braschi játékvezetőtől. 2006. november 5-én egy 4 éves gólcsendet zárt le, amikor az Ascoli kapujába talált be, ez legutoljára 2002. november 6-án sikerült idegenben az Empoli ellen. 2006. szeptember 27-én A Bayern München ellen játszotta 500. meccsét az Inter színeiben. November 22-én pedig a 100. UEFA-s találkozóján vett részt. Maicon érkezése óta Zanetti a középpálya jobb oldalán többször szerepet kap.
2010. május 22-én a Santiago Bernabéu stadionban rendezett UEFA-bajnokok ligája döntőjében, a 700., Internazionale színeiben játszott mérkőzésen a Bayern München ellen csapatkapitányként vesz részt a Bajnokok Ligája trófeájának megnyerésében.

## Válogatottban
142 válogatott meccsel rendelkezik. 1994. november 16-án debütált Chile ellen Daniel Passarella edzősége idején. Két világbajnokságon vett rész 1998-ban és 2002-ben. tagja volt az 1996-os atlantai olimpián ezüstérmet szerző argentin válogatottnak. Miután Roberto Ayala sérülést szenvedett, Zanetti vette át a kapitányi szerepet a válogatottban és vezette a 2002-es labdarúgó-világbajnokságon. A 100. meccsét Mexikó ellen játszotta 2005-ben a Konföderációs Kupán. A közvéleményt és a médiát is meglepte José Pekerman döntése, amikor is nem nevezte Zanettit a 2006-os labdarúgó-világbajnokság keretébe, helyette ugyanis Lionel Scaloni-nak szavazott bizalmat. Az új edzőnél Alfio Basile-nél Zanetti ismét meghívót kapott a 2007. február 7-én játszott Franciaország elleni barátságos mérkőzésre. Jól játszott és kivette a részét az egyetlen gólból, amit Javier Saviola szerzett. Ez volt Basile első győzelme a válogatott élén második edzősködése alatt. 2007 júniusában ő irányította a válogatottat a Copa Américán. Miután Ayala lemondta a válogatottságot Zanetti kapta meg a karszalagot és 2007. november 17-én Bolívia ellen lejátszott világbajnoki selejtező mérkőzésen megdöntötte a válogatottsági rekordot.

## Sikerei, díjai
- UEFA-bajnokok ligája győztes: 2010
- UEFA-kupa győztes: 1998
- olasz bajnok: 2006, 2007, 2008, 2009, 2010
- olasz kupagyőztes: 2005, 2006, 2010
- olasz szuperkupa: 2005, 2006, 2008
- Az év legjobb Inter játékosa: 1996

## Magánélete
1992-ben tizenkilenc évesen találkozott egy egyetemi tanár lányával, Paulával, akit hét évvel később feleségül vett. 2005. június 11-én egy kislánynak adott életet, akit Solnak kereszteltek. Zanetti Milánóban él, ahol van egy étterme, amit úgy hívnak, hogy "El Gaucho"

## Önéletírása magyarul
- Javier Zanetti: A kapitány; közrem.  Ginanni Riotta, ford. Matolcsi Balázs; Milan Ticket Shop Kft., Bp., 2014